# XHTVR-FM
XHTVR-FM 106.9/XETVR-AM 1150 là một đài phát thanh kết hợp ở tuxpan, Veracruz. Nó được gọi là Vida Azul và mang một định dạng đương đại dành cho người lớn Tây Ban Nha.

## Lịch sử
XETVR đã nhận được sự nhượng bộ vào năm 1991. Nó được ủy quyền để trở thành một tổ hợp AM-FM vào năm 1994 trên tần số 106,9 MHz.
Vào ngày 12 tháng 2 năm 2020, XHTVR bắt đầu di chuyển từ 106,9 đến tần số 99,5 MHz. Động thái này đã được Viện Viễn thông Liên bang ra lệnh vào năm 2018, như một điều kiện đổi mới nhượng bộ của XHTVR, để xóa băng tần 106 - 108 MHz cho các trạm cộng đồng và bản địa.